# Nadia Svitlytchna
Nadia Oleksiyvna Svitlytchna (en ukrainien : Надія Олексіївна Світлична), née le 8 novembre 1936 dans le village de Polovynkyno, district de Starobilsk, région de Louhansk et morte le 8 août 2006 à Irvington dans le New Jersey aux États-Unis, est une dissidente ukrainienne, militante des droits de l'homme et membre du groupe ukrainien d'Helsinki. Elle est écrivaine et éditrice et est pendant un certain temps une prisonnière politique du régime soviétique.
Nadia Svitlytchna est félicitée par le président ukrainien Viktor Iouchtchenko, qui a déclaré que « "ses opinions, la façon dont elle a vécu sa vie et transmis ses valeurs à la génération suivante, ont laissé des traces à suivre pour des millions de patriotes ukrainiens contemporains" ».

## Biographie
Après avoir émigré aux États-Unis en novembre 1978, elle devient membre, avec le général Piotr Grigorenko et Léonid Pliouchtch (et plus tard d'autres) de la représentation extérieure du groupe ukrainien d'Helsinki et a poursuivi son travail de défense des droits de l'homme et nationaux en Ukraine et de protestation contre les violations soviétiques des accords d'Helsinki.
De 1983 à 1994, Nadia Svitlytchna travaille dans l'édition ukrainienne de Radio Svoboda.
Après la mort de son frère Ivan, avec sa veuve, elle prépare une publication d'un livre de ses poèmes "Je n'ai qu'un mot" (en ukrainien : У мене - тільки слово) publié en 1994 et un livre de mémoires sur Ivan Svitlytchna "Bons yeux" (Доброокий), publié en 1998. Un livre de ses lettres du camp de prisonniers "Les lettres non écrites n'arrivent pas" (Не доходять ненаписані листи) est publié.
Elle est décédée le 8 août 2006, à Matawan, comté de Monmouth, New Jersey aux États-Unis. Elle est enterrée le 17 août 2006 au cimetière Baïkov à Kiev. Le service funèbre a été dirigé par un prêtre du Patriarcat de Kiev. Les funérailles ont été suivies par le président ukrainien Viktor Iouchtchenko.

## Distinctions
- Prix Vassyl-Stous (1992)
- Prix national Taras-Chevtchenko (1994)

## Décoration
- Ordre de la princesse Olga de 3e classe (1995)